# José Ángel Arcega
José Ángel Arcega Aperte, plus connu comme Pepe Arcega, né le 31 mai 1964 à Saragosse, en Espagne, est un ancien joueur espagnol de basket-ball, évoluant au poste de meneur. Il est le frère du basketteur Fernando Arcega.

## Biographie
Il participe avec l'Espagne aux Jeux olympiques de 1992.
Son neveu JJ Arcega-Whiteside joue en NFL.

### Palmarès
- Vainqueur de la coupe du Roi : 1984 et 1990.